# Flugplatz St. Johann in Tirol

i7
i11
i13
Der Flugplatz St. Johann in Tirol (ICAO-Code: LOIJ) ist ein österreichischer Flugplatz in der Marktgemeinde St. Johann in Tirol im Bezirk Kitzbühel. Der Platz liegt östlich von St. Johann im Ortsteil Reitham im Talgrund der Fieberbrunner Ache. Der Flugplatz ist für Flugzeuge mit einem Gesamtfluggewicht bis zu 5,7 t AUW zugelassen. Es wird Motorflug, Segelflug, Fallschirmspringen und Ballonfahren ausgeübt. Der Fliegerclub St. Johann ist hier beheimatet.

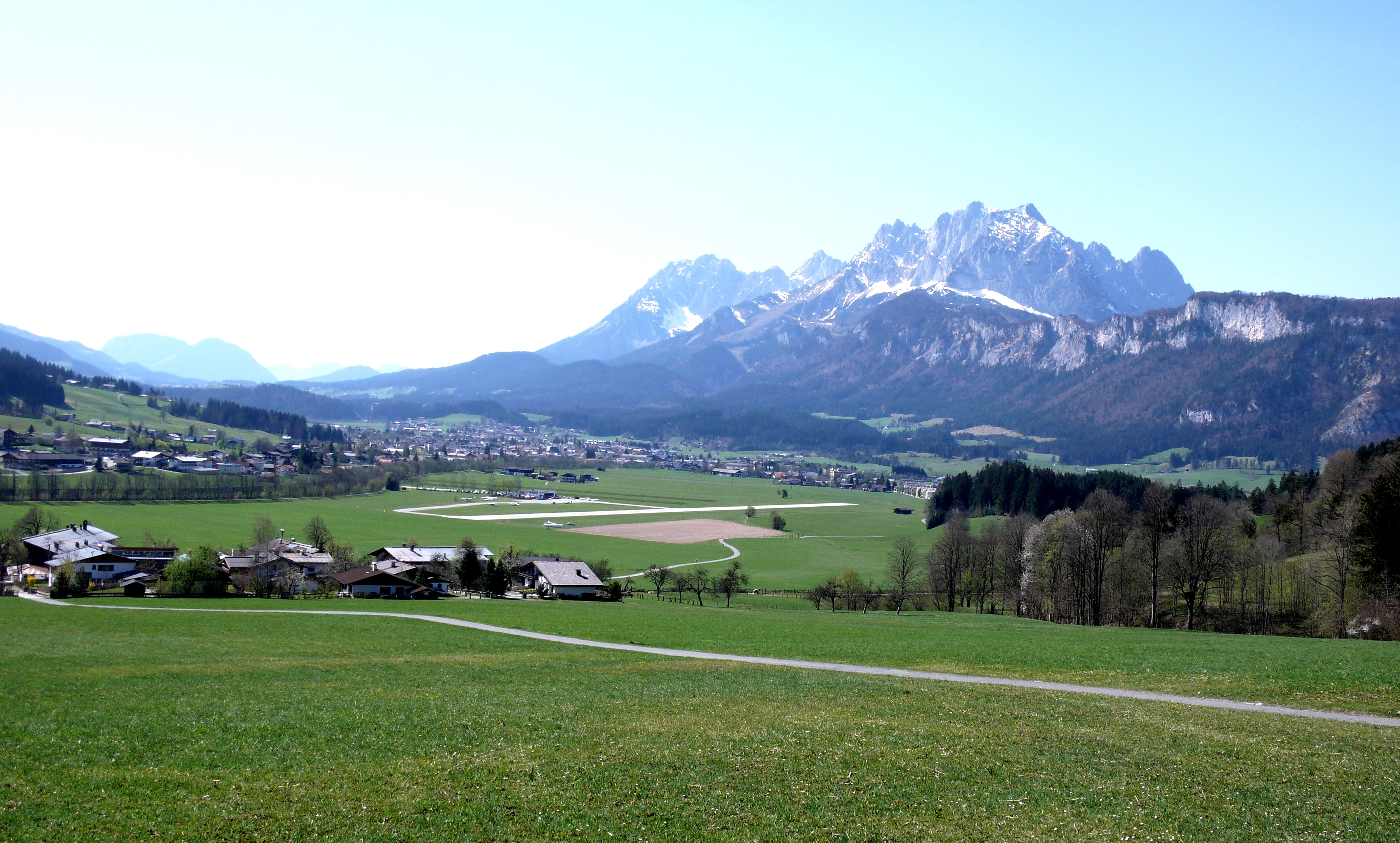
Der Flugplatz LOIJ St. Johann, im Hintergrund der Wilde Kaiser